# Atenolol
Atenolol là một loại thuốc chặn beta chủ yếu được sử dụng để điều trị huyết áp cao và đau ngực liên quan đến tim. Các ứng dụng khác bao gồm phòng ngừa chứng đau nửa đầu và điều trị một số nhịp tim không đều. Nó được uống bằng miệng hoặc tiêm tĩnh mạch. Nó cũng có thể được sử dụng với các thuốc huyết áp khác.
Các tác dụng phụ thường gặp bao gồm cảm thấy mệt mỏi, suy tim, chóng mặt, trầm cảm và khó thở. Các tác dụng phụ nghiêm trọng khác bao gồm co thắt phế quản. Sử dụng không được khuyến cáo trong khi mang thai. Các loại thuốc khác được ưa thích khi nuôi con bằng sữa mẹ. Nó hoạt động bằng cách chặn các thụ thể β1-adrenergic trong tim, do đó làm giảm nhịp tim và khối lượng công việc tim phải thực hiện.
Atenolol được cấp bằng sáng chế vào năm 1969 và được chấp thuận cho sử dụng y tế vào năm 1975. Nó có sẵn như là một loại thuốc gốc. Tại Hoa Kỳ, chi phí bán buôn mỗi tháng ít hơn 15 USD vào năm 2018. Tại Vương quốc Anh, một tháng điều trị chi phí NHS dưới 5 pound. Năm 2016, đây là loại thuốc được kê đơn nhiều thứ 20 tại Hoa Kỳ, với hơn 26 triệu đơn thuốc.

## Sử dụng trong y tế
Atenolol được sử dụng cho một số tình trạng bao gồm tăng huyết áp, đau thắt ngực, hội chứng QT dài, nhồi máu cơ tim cấp, nhịp nhanh trên thất, nhịp nhanh thất và các triệu chứng cai rượu.
Atenolol là một trong những thuốc chẹn beta được sử dụng rộng rãi nhất ở Vương quốc Anh và từng là phương pháp điều trị đầu tiên cho bệnh tăng huyết áp.  Vai trò của các thuốc chẹn beta nói chung trong tăng huyết áp được hạ cấp trong tháng 6 năm 2006 tại Vương quốc Anh, và sau đó là tại Hoa Kỳ, vì chúng ít thích hợp hơn thuốc chẹn kênh calci, thiazid lợi tiểu, thuốc ức chế men chuyển angiotensin, và thuốc ức chế thụ thể angiotensin, đặc biệt ở người cao tuổi.